# Hanspaulská liga
Hanspaulská liga neboli Hanspaulka je amatérská fotbalová soutěž hrající se v Praze od roku 1971. Je pod záštitou Pražského svazu malého fotbalu. Původem pochází z pražské čtvrti Hanspaulka, ale rozšířila se na celou Prahu. S téměř 11 tisíci registrovaných hráčů jde o jednu z nejmasovější sportovní soutěž v České republice.
Hlavní myšlenkou soutěže nejsou výsledky, ale zábava a fair play, takže se mohou uplatnit i méně zdatní fotbalisté.

## Historie
Původně šlo o zápasy středoškoláků z Gymnázia Arabská a Gymnázia na Leninově třídě, které se hrály na hřišti u někdejšího Hotelu Praha již od roku 1965. Obě party se spojily v roce 1971, kdy se na podzim hrálo první vzájemné utkání. Následující rok bylo již týmu osm a začala se hrát první liga. Za neoficiálního zakladatele ligy je považován někdejší moderátor Rádia Beat Jiří Sedláček. K většímu rozmachu soutěže došlo po roce 1975, kdy začal pomalu stoupat počet mužstev i lig. V roce 1991 ligu hrálo přes 6000 hráčů ve 420 týmech na 30 hřištích.
Nejvíce týmů – 800 – hrálo ligu v roce 2003. V roce 2006 hrálo ligu v osmi soutěžích 744 týmů, které měly asi 9300 hráčů. Dalších 89 týmů hrálo veteránskou ligu a 19 pak superveteránskou. V roce 2021 hrálo všechny tři výše uvedené ligy 953 týmů.

## Systém soutěže
Soutěž má osm úrovní lig, přičemž první liga je jedna, nižší soutěže jsou dělené do několika skupin – druhé ligy jsou dvě, třetí ligy čtyři atd. Počet skupin v nejnižší (osmé) lize je proměnlivý, na podzim 2016 jich bylo 15. V každé skupině je 12 týmů, které spolu hrají jedenkrát každý s každým, každý tým tedy za sezónu odehraje 11 zápasů. Za rok se odehrají dvě sezóny – jarní a podzimní. Hrají se i 4 ligy veteránů nad 35 let a 3 ligy „superveteránů“ nad 45 let, na jaře 2012 byl rozehrán 0. ročník ligy „ultraveteránů“ nad 55 let.
Jedinou podmínkou pro start v soutěži je věk 16 let v době konání zápasu. Hrát mohou ženy i muži, v lize hrával i čistě ženský tým Vixens.

## Pravidla
Na hřišti je pět hráčů a brankář. Hra se řídí pravidly malé kopané. Každý zápas je rozčleněn na dvakrát třicet minut. Rozhodčími utkání jsou obvykle hráči z jiných lig.

## Seznam hřišť
Hraje se na hřištích po celé Praze. V roce 2007 šlo o třicet areálů s šedesáti hracími plochami.
- Aritma
- Běchovice
- Bílá Hora
- Čechie Smíchov
- Ďáblice
- Děkanka
- Dolní Měcholupy
- Hanspaulka
- Hostivař
- Hrabákova
- Kbely
- Klausova
- Litvínovská
- Malešice
- Meteor
- Mikulova
- Motorlet
- Na Šancích
- Novoborská
- Pražačka
- Přední Kopanina
- SC Běchovice
- Slivenec
- Stodůlky
- Střešovice
- Štěrboholy
- Tempo
- Záběhlice
- Zákostelní
- Zárubova